# Jumanne Maghembe

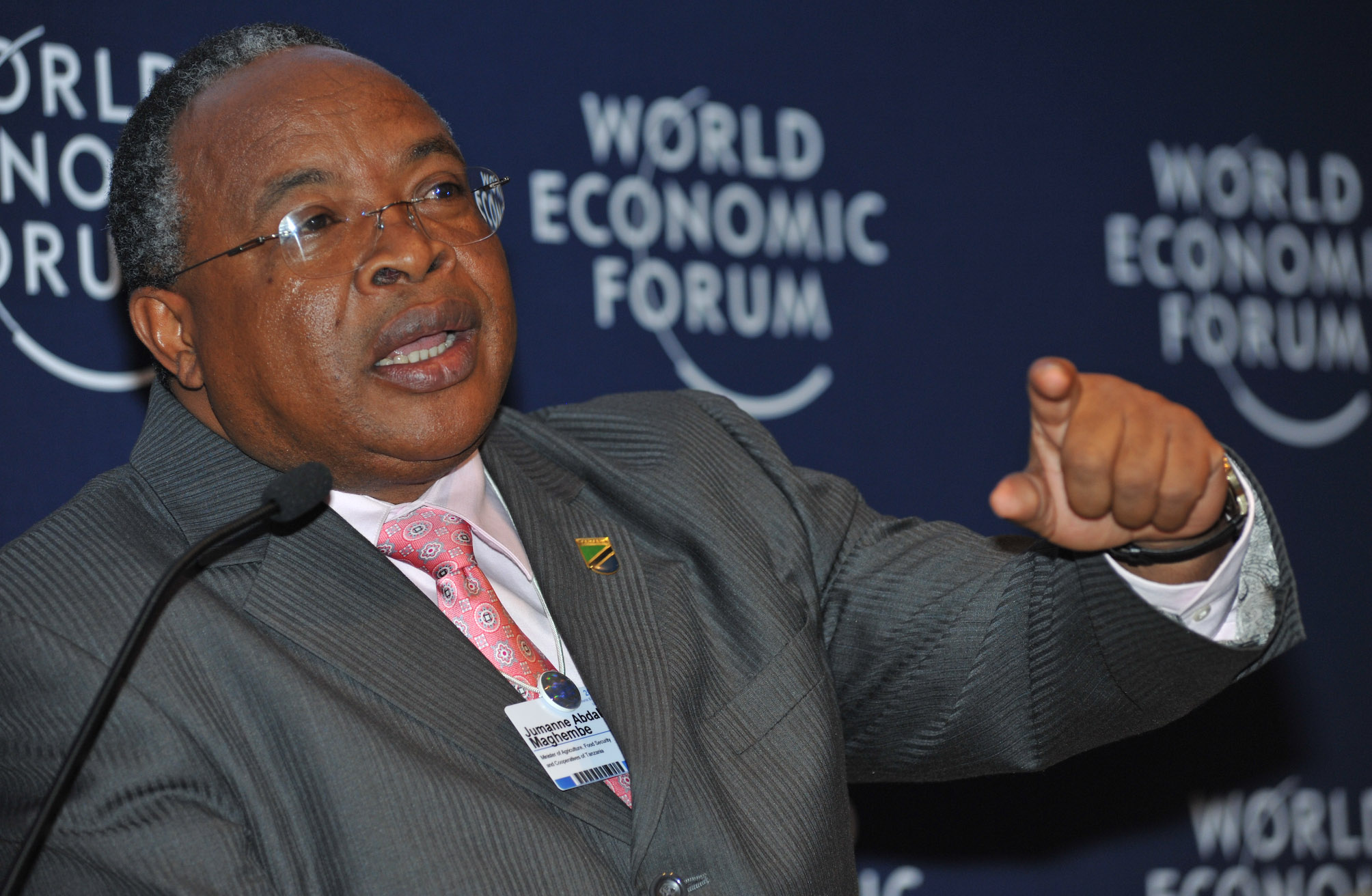
Jumanne Maghembe (5. Mai 2011)

Jumanne Abdallah Maghembe (* 24. August 1951 in Usangi, Distrikt Mwanga) ist ein tansanischer Politiker der Chama Cha Mapinduzi (CCM), Forstwissenschaftler und Hochschullehrer, der mehrmals Minister sowie zuletzt zwischen 2015 und 2017 Minister für natürliche Ressourcen und Tourismus war.

## Leben

### Studien, Forstwissenschaftler und Hochschullehrer
Jumanne Abdallah Maghembe besucht von 1959 bis 1962 die Kilaweni Primary School sowie zwischen 1963 und 1965 die Lomwe Primary School, die er mit einem Certificate of Primary Education Examination (CPEE) beendete. Daraufhin war er von 1966 bis 1969 Absolvent der Dodoma Secondary School, die er mit einem Cambridge-Zertifikat sowie einem Certificate of Secondary Education Examination (CSEE) abschloss. Danach besuchte er zwischen 1970 und 1971 die Tosamaganga Secondary School und erwarb dort ein Advanced Certificate of Secondary Education Examination (ACSEE). 1972 begann er ein Studium im Fach Forstwissenschaft an der University of Dar es Salaam (UDSM), welches er 1975 mit einem Bachelor of Science (BSc Forestry) mit Auszeichnung abschloss. Danach war er zwischen 1975 und 1977 als Assistenztutor an der UDSM tätig und absolvierte zudem von 1975 und 1976 ein postgraduales Studium der Forstwissenschaft an der Agrarwirtschaftshochschule in Oslo, das er 1976 mit einem Master of Science (MSc Forestry) abschloss. Er war zwischen 1977 und 1980 Assistenzlektor an der UDSM und begann zudem 1977 ein weiteres postgraduales Studium der Forstwissenschaft an der Duke University, welches er 1978 mit einem Master of Forestry (M.F.) beendete.
1979 begann Maghembe sein Promotionsstudium an der University of Dar es Salaam und schloss dieses 1981 mit einem Doctor of Philosophy (Ph.D.) ab. Er war zudem zwischen 1980 und 1982 Lektor an der UDSM und wirkte danach als sogenannter Postdoc-Fellow beim Internationalen Zentrum für Agroforstforschung ICRAF (International Council for Research in Agroforestry) in Nairobi, an dem ihm ein Zertifikat verliehen wurde. Nach seiner Rückkehr wurde er 1984 zunächst Seniorlektor sowie zwischen 1985 und 1988 Assoziierter Professor an der in Morogoro neu gegründeten Sokoine University of Agriculture (SUA), die nach dem am 12. April 1984 gestorbenen Premierminister Edward Moringe Sokoine benannt wurde. Während dieser Zeit absolvierte er zwischen 1986 und 1987 einen Studiengang an der Oregon State University (OSU) in Oregon, den er ebenfalls mit einem Zertifikat abschloss. 1988 kehrte er an das Internationale Zentrum für Agroforstforschung ICRAF und war dort bis 1999 als Chefwissenschaftler tätig.

### Abgeordneter und Minister
Jumanne Maghembe wurde 2000 für die Chama Cha Mapinduzi (CCM) erstmals Mitglied der Nationalversammlung, der sogenannten Bunge, und gehört dieser nach seinen Wiederwahlen 2005, 2010 und 2015 als Vertreter des Wahlkreises Mwanga bis 2020 an. Zu Beginn seiner Parlamentszugehörigkeit war er zwischen 2000 und 2005 Mitglied des Ausschusses für Verfassung, Recht und Regierungsführung (Constitution, Legal Affairs and Governance Committee).
Am 6. Januar 2006 wurde Maghembe als Minister für Arbeit, Beschäftigung und Jugendentwicklung (Minister of Labour, Employment and Youth Development) in das erste Kabinett von Staatspräsident Jakaya Kikwete berufen und bekleidete dieses Ministeramt bis zum 17. Oktober 2006. Im Anschluss fungierte er zwischen dem 17. Oktober 2006 und dem 13. Februar 2008 als Minister für natürliche Ressourcen und Tourismus (Minister of Natural Resources and Tourism). Danach übernahm er am 13. Februar 2008 den Posten als Minister für Bildung und berufliche Ausbildung (Minister of Education and Vocational Training) und hatte diesen bis zum 28. November 2010 inne.
Im zweiten Kabinett von Staatspräsident Jakaya Kikwete übernahm er am 28. November 2010 das Amt als Minister für Landwirtschaft, Ernährung und Genossenschaften (Minister of Agriculture, Food and Cooperatives) und behielt dieses bis zum 7. Februar 2012, woraufhin Christopher Chiza seine Nachfolge antrat. Er selbst löste im Zuge der Kabinettsumbildung am 7. Februar 2012 von Mark Mwandosya den Posten als Minister für Wasser und Bewässerung (Minister of Water and Irrigation) und behielt diesen bis zum Ende von Kikwetes Amtszeit am 5. November 2015.
Am 5. November 2015 übernahm Jumanne Maghembe erneut den Posten als Minister für natürliche Ressourcen und Tourismus im ersten Kabinett von Staatspräsident John Magufuli. Er verblieb in dieser Funktion bis zu seiner Ablösung durch Hamisi Kigwangalla am 7. Oktober 2017. Zugleich war er von 2015 bis 2018 Mitglied des Ausschusses für Land, natürliche Ressourcen und Tourismus (Lands, Natural Resources and Tourism Committee).

## Veröffentlichungen
- Agroforestry research in the Miombo ecological zone of southern Africa. Summary proceedings of an international workshop, Lilongwe, Malawi, June 16-22, 1991, ICRAF, Nairobi 1992
- Selecting indigenous fruit trees for domestication in southern Africa. Priority setting with farmers in Malawi, Tanzania, Zambia, and Zimbabwe, ICRAF, Nairobi 1998